# 서해초등학교
서해초등학교(西海初等學校)는 대한민국 경기도 시흥시에 있는 공립 초등학교이다.

## 연혁
- 1996년 11월 1일 : 개교